# Goran Karanović
Goran Karanović (* 13. Oktober 1987 in Belgrad, SFR Jugoslawien) ist ein Schweizer Fussballspieler.

## Karriere
Karanović, der die serbische und die Schweizer Staatsbürgerschaft innehat, spielte in seiner Jugend beim FC Wohlen. Seit 2008 beim FC Luzern unter Vertrag, gab er sein internationales Debüt im Jahr zuvor in der Schweizer U20-Nationalmannschaft gegen Deutschland. Nach einem dreijährigen Engagement bei Servette FC wechselte der Stürmer 2013 zum FC St. Gallen.
Mit St. Gallen spielte Karanović in den Play-offs für die UEFA Europa League, wo er mit 2 Toren auswärts gegen Spartak Moskau massgeblichen Anteil an der Qualifikation für die Gruppenphase hatte, wo er weitere Treffer gegen den FC Valencia und FK Kuban Krasnodar erzielte. In der Super League erzielte Goran Karanović in der Saison 2013/14 insgesamt 9 Treffer und war damit der erfolgreichste Torschütze des FCSG. Zweimal gelang ihm dabei ein lupenreiner Hattrick, gegen den FC Aarau gelang ihm das sogar innert 11 Minuten.